# Jezioro Kamienne (Pojezierze Zachodniosuwalskie)
Jezioro Kamienne – jezioro w woj. podlaskim, w powiecie suwalskim, w gminie Filipów, leżące na terenie Pojezierza Zachodniosuwalskiego. Przepływa przez nie rzeka Rospuda.
Długie i wąskie jezioro rynnowe, stanowi południowe przedłużenie jeziora Rospuda i jest połączone z nim przesmykiem. Ma kształt lekko wygiętego łuku, od północnego zachodu na południe.
Brzegi wysokie na prawie 15 m, wznoszące się łagodnie, zbudowane z piasków i żwirów wodnolodowcowych (osadzonych przez wody płynące pod lądolodem skandynawskim w okresie zlodowacenia bałtyckiego). Na dnie jeziora i w jego otoczeniu występują liczne głazy, od których wzięło ono swoją nazwę. Są dowodem na to, że niegdyś w tym miejscu zalegał martwy lód, który później powoli się wytapiał. Mniej więcej pośrodku zbiornika wyłania się z wody spora zalesiona wyspa kemowa. Na zachodnim brzegu leży, oddzielone morenowym wałem, bardzo wąskie Jezioro Wysokie, którego tafla wznosi się 7 m powyżej powierzchni jeziora Rospuda.

## Turystyka
- Na południowym krańcu jeziora leży wieś (dawniej miasto) Filipów.
- Przez jezioro prowadzi szlak kajakowy Rospudy. Na północnym krańcu jeziora znajduje się miejsce biwakowe.

## Dane morfometryczne
Powierzchnia zwierciadła wody według różnych źródeł wynosi od 38,5 ha do 44,1 ha.
Zwierciadło wody położone jest na wysokości 173,0 m n.p.m. Średnia głębokość jeziora wynosi 6,4 m, natomiast głębokość maksymalna 20,0 m.
W oparciu o badania przeprowadzone w 1990 roku wody jeziora zaliczono do II klasy czystości.